# テカムセ

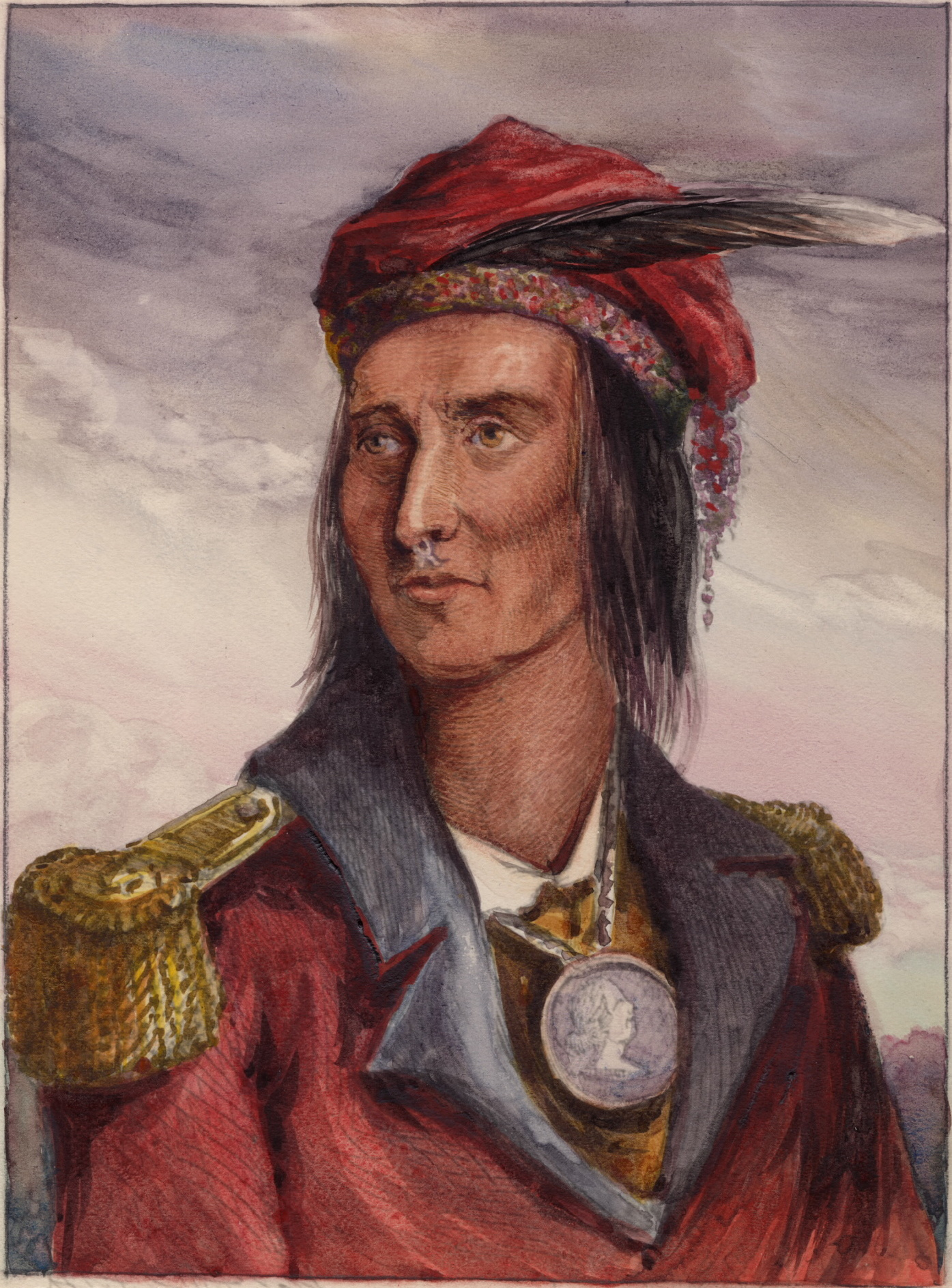
テカムセの想像図

テカムセ、またはテカムシ（Tecumseh / Tecumtha / Tekamthi, 1768年? - 1813年10月5日）は、アメリカインディアンのショーニー族の戦士、または酋長で、白人への植民地抵抗運動の中心人物。雄弁な軍事指導者であり，オハイオ渓谷への白人侵入に抵抗し，インディアン諸民族の大同盟を唱えた。

## 人物
名前のアメリカでの発音表記は「/tɛˈkʌmsə/」（テカムセ）で、これはショーニー族の言葉で「流れ星」、または「天空を横切る豹」、「待ち伏せしている豹」を意味する。
1768年頃にオハイオ州中部のマッド川沿いの、オールドピカの町で生まれた。弟のテンスクワタワ（Tenskwatawa）と共に、西部のインディアン部族の連合に尽力し、白人と戦った。テカムセの参加した戦いは合衆国から「テカムセの戦争」と呼ばれている。
以下は家系図。
|  |  |  |  |  |  | キクアスカーロワ | キクアスカーロワ | キクアスカーロワ | キクアスカーロワ | キクアスカーロワ | キクアスカーロワ |                    |                    |                    |                    |                    |                    | ウェーペーケーレカ | ウェーペーケーレカ | ウェーペーケーレカ | ウェーペーケーレカ | ウェーペーケーレカ | ウェーペーケーレカ |  |  |  |  |  |  | テカムセ         | テカムセ         | テカムセ         | テカムセ         | テカムセ         | テカムセ         |  |  |  |  |  |  |  |  |  |  |
|  |  |  |  |  |  | キクアスカーロワ | キクアスカーロワ | キクアスカーロワ | キクアスカーロワ | キクアスカーロワ | キクアスカーロワ |                    |                    |                    |                    |                    |                    | ウェーペーケーレカ | ウェーペーケーレカ | ウェーペーケーレカ | ウェーペーケーレカ | ウェーペーケーレカ | ウェーペーケーレカ |  |  |  |  |  |  | テカムセ         | テカムセ         | テカムセ         | テカムセ         | テカムセ         | テカムセ         |  |  |  |  |  |  |  |  |  |  |
|  |  |  |  |  |  |                  |                  |                  |                  |                  |                  |                    |                    |                    |                    |                    |                    |                    |                    |                    |                    |                    |                    |  |  |  |  |  |  |                  |                  |                  |                  |                  |                  |  |  |  |  |  |  |  |  |  |  |
|  |  |  |  |  |  |                  |                  |                  |                  |                  |                  | セリートカ         | セリートカ         | セリートカ         | セリートカ         | セリートカ         | セリートカ         |                    |                    |                    |                    |                    |                    |  |  |  |  |  |  | ネーサーウェーナ | ネーサーウェーナ | ネーサーウェーナ | ネーサーウェーナ | ネーサーウェーナ | ネーサーウェーナ |  |  |  |  |  |  |  |  |  |  |
|  |  |  |  |  |  |                  |                  |                  |                  |                  |                  | セリートカ         | セリートカ         | セリートカ         | セリートカ         | セリートカ         | セリートカ         |                    |                    |                    |                    |                    |                    |  |  |  |  |  |  | ネーサーウェーナ | ネーサーウェーナ | ネーサーウェーナ | ネーサーウェーナ | ネーサーウェーナ | ネーサーウェーナ |  |  |  |  |  |  |  |  |  |  |
|  |  |  |  |  |  |                  |                  |                  |                  |                  |                  | ゲータキピアーシカ | ゲータキピアーシカ | ゲータキピアーシカ | ゲータキピアーシカ | ゲータキピアーシカ | ゲータキピアーシカ |                    |                    |                    |                    |                    |                    |  |  |  |  |  |  | ウェーラースケセ | ウェーラースケセ | ウェーラースケセ | ウェーラースケセ | ウェーラースケセ | ウェーラースケセ |  |  |  |  |  |  |  |  |  |  |
|  |  |  |  |  |  |                  |                  |                  |                  |                  |                  | ゲータキピアーシカ | ゲータキピアーシカ | ゲータキピアーシカ | ゲータキピアーシカ | ゲータキピアーシカ | ゲータキピアーシカ |                    |                    |                    |                    |                    |                    |  |  |  |  |  |  | ウェーラースケセ | ウェーラースケセ | ウェーラースケセ | ウェーラースケセ | ウェーラースケセ | ウェーラースケセ |  |  |  |  |  |  |  |  |  |  |
|  |  |  |  |  |  |                  |                  |                  |                  |                  |                  |                    |                    |                    |                    |                    |                    |                    |                    |                    |                    | ゲーノワピアーシカ |                    |  |  |  |  |  |  |                  |                  |                  |                  |                  |                  |  |  |  |  |  |  |  |  |  |  |

## 見解の相違
テカムセの生まれた時代、拡大する一方の白人入植者は、ショーニー族の領土であった東部地方にも押し寄せ、合衆国はインディアンの領土を力づくで購入し始めた。白人たちは布や銃など「物品」と引き換えに、インディアンたちの土地を「買い」、「自分たちの所有物にした」つもりだった。
対するインディアンの社会のルールでは、土地は誰のものでもなかった。「大いなる神秘」の下すべてが平等であり、和平の誓いを立てれば恵みをもたらす大地は異部族間でも共有することが出来た。土地を巡る戦いはインディアン間でもあったが、「聖なるパイプ」を回し飲みして和平を誓えばどんな諍いも治めることが出来た。
白人が贈り物を持ってきて、「ここに住まわせてくれ」と言ってきたのであれば、互いに「聖なるパイプ」を回し飲みして「大いなる神秘」にこれを了承してもらい、インディアンも白人も助け合ってその土地で暮らせばよいとインディアンたちは考えていた。
ところが、白人たちはしばらくすると、インディアンたちに彼らの土地から出て行けと命令し始めた。白人の要求は「土地の恒久的占有」だった。インディアンたちが異議を唱え始める。すべては｢大いなる神秘」のもとに平等であると考えるインディアンにとって、人間も動物も自然も共有文化のもとにあり、誰かの所有物ではないからである。
白人たちは土地を「正当に購入した」つもりなので、武力で以てこれを排除し始めた。「すべてを共有する」という文化に立脚するインディアンたちにとって、これはどうしても理解できず、納得できないものだった。
「土地が白人の物になった」ということを理解できないインディアンたちに対し、入植者たちは「白人のもの」となった土地にいつまでも残っている彼らを殺し始めた。合衆国は入植地拡張のため増援を送った。
「聖なるパイプ」に誓った和平を破られたインディアンの戦士たちは、侵略者たちに戦いを挑んだ。オハイオ周辺のインディアン部族は、ショーニー族と連合するなどして戦ったが、合衆国軍の圧倒的な火力の前に次々に破れ去り、弱体化して領土を奪われていった（→インディアン戦争）。

## テカムセの戦い
1811年、テカムセはショーニー族の若き戦士として、合衆国に戦いを挑んだ。白人たちはテカムセをショーニー族の「戦闘司令官」（そんなものは存在しない）だと勘違いしたので、テカムセの関わった一連の植民地戦争に「テカムセの戦い」という名をつけたのである。
テカムセ達が最初に合衆国に挑んだ戦いは、「ティピカヌーの戦い」と呼ばれている。このショーニー族の抵抗戦はウィリアム・ハリソン率いる合衆国政府軍に敗れ、テカムセたちは当時イギリスの植民地だったカナダに逃れた。
ショーニー族連合は、カナダでイギリス軍と同盟した。このことが合衆国軍を刺激し、1812年には英米はインディアンの領土を奪い合う代理戦争「米英戦争」を始めた。その一人、アイザック・ブロックは、カナダの開拓者達よりも、イギリス軍正規兵やテカムセのインディアン戦士と共に戦う方を好んだ。ブロックがテカムセや他のインディアン同盟軍に見せた態度は注目に値する。テカムセの支援を得るために、ブロックはショーニー族に対して多くの約束をした。独立した母国を指向するショーニー族への相談無しでは停戦の交渉を行わないと約束した。テカムセの支援が必要だったブロックにとってこれは疑いもない条件であったが、ブロックが裏切って交渉したという証拠もない。また、テカムセはブロックを信頼し尊敬しており、初めての会合の後で、「これが男だ」と言ったと伝えられている。ブロックの交わした文書を見れば、ブロックがインディアンを父親のような謙りでみていたことが分かるが、テカムセ自身を非常に高く評価していた。ブロックはテカムセを「インディアンのウェリントン公」と呼び、「テカムセより賢明で勇敢な戦士はいないと信じる」と言った。インディアン達にもそれなりの尊敬の念で接した。ブロックの個人的な高潔さは文書にも表されており、ブロックが生きておればインディアンの故郷についてショーニー族に約束したことを守ったであろうことがわかる。テカムセはブロックへ派手なスカーフを贈ってもいる。ブロックが1812年10月13日のクィーンストン・ハイツの戦いで戦死した後に行なわれた10月16日の葬送にはインディアン達が道に両側に並んだ。
テカムセたちはイギリス軍と共にデトロイトを攻略するなど戦果を上げた。エリー湖の湖上戦、イギリス軍の司令官の戦死し、テカムセたちに非協力的なヘンリー・プロクター（Henry Procter）の就任もあり、テカムセ達はイギリスの後ろ盾を失う。

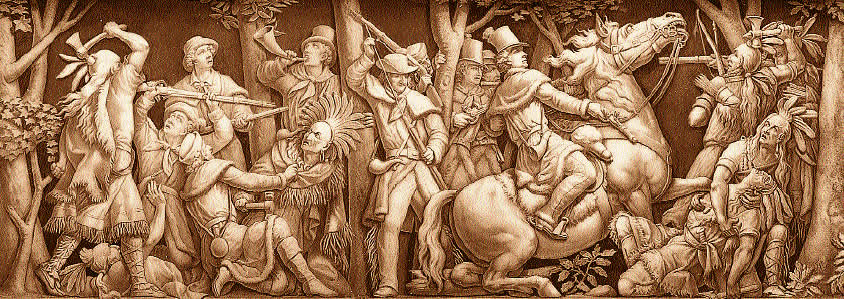
ワシントン連邦議事堂内にある帯状装飾のひとつ、「テカムセの死」

1813年、ショーニー族と連合部族、イギリス軍は「テムズの戦い」で合衆国軍に敗れた。テカムセはリチャード・メンター・ジョンソン（後の副大統領）に殺され、その死によって「テカムセの戦争」と白人が呼ぶインディアン戦争は終わった。

## テカムセの演説
文字を持たず、口承文化を重んじる優れた弁舌者だった。テカムセは部族を超えてインディアン同胞に語りかけ、彼の言葉はインディアンたちを蜂起させたのである。
1806年、テカムセはショーニー族の土地への白人入植者の侵入に抗議して、以下のように宣言した。
1811年には、彼は「ティピカヌーの戦い」を前に、同胞たちに以下のように呼びかけた。